# Кузнєчіков Владислав Едуардович
Владислав Едуардович Кузнєчіков (нар. 1 жовтня 2002, Україна) — український футболіст, опорний півзахисник луцької «Волині».

## Життєпис
В юнацькому чемпіонаті Волинської області та ДЮФЛУ виступав за луцькі клуби «Адреналін» та «Волинь». У сезоні 2019/20 років виступав за юнацьку (U-19) команду «хрестоносців».
Напередодні старту сезону 2020/21 років переведений у «Волинь-2». У футболці лучан дебютував 3 жовтня 2020 року в програному (0:2) домашньому поєдинку 5-го туру групи А Другої ліги України проти галицьких «Карпат». Владислав вийшов на поле на 60-й хвилині, замінивши Василя Пасічняка. У сезоні 2020/21 років зіграв 14 матчів у Другій лізі України.
Напередодні старту наступного сезону переведений до першої команди «волинян». У футболці луцького клубу дебютував 18 серпня 2021 року в програному (3:5, серія післяматчевих пенальті) поєдинку другого попереднього раунду кубку України проти вінницької «Ниви». Кузнєчіков вийшов на поле на 72-й хвилині, замінивши Максима Войтіховського.